# NGC 198
NGC 198 es una galaxia espiral localizada en la constelación de Piscis.